# Dolichopeza chaka
Dolichopeza chaka är en tvåvingeart som beskrevs av Alexander 1956. Dolichopeza chaka ingår i släktet Dolichopeza och familjen storharkrankar. Inga underarter finns listade i Catalogue of Life.